# Andrzej Borkowski (zm. 1773)
Andrzej Borkowski herbu Nowina (zm. 1773) – sędzia mielnicki w latach 1765–1773, podstarości grodzki mielnicki w 1762 roku. 
Poseł na sejm 1762 roku z województwa podlaskiego.